# Безконтактний вимикач
Безконта́ктним вимикаче́м (ВБ) називається вимикач, що приводиться в дію зовнішнім об'єктом без механічного контакту вимикача і об'єкта. Комутація навантаження проводиться напівпровідниковими елементами вузла комутації ВБ. 
Спрощена функціональна схема безконтактного вимикача складається з трьох блоків:
| Чутливий елемент |  | Схема перетворення |  | Вузол комутації |

Входячи в зону чутливості безконтактного вимикача об'єкт, що рухається, викликає його спрацювання. При спрацьовуванні ВБ напівпровідниковий вузол комутації включає або відключає струм навантаження (до 400 мА постійного або до 500 мА змінного струму). Як навантаження може бути використаний вхід контролера, електронної схеми або безпосередньо обмотка реле, контактора. 

Електрична частина пристрою поміщена в корпус з нікельованої латуні або пластмаси. Для забезпечення працездатності в екстремальних умовах експлуатації електрична частина герметизується компаундом. 

## Класифікація
В основі класифікації безконтактних вимикачів — їх основні характеристики, по них будується і система позначень. 
Безконтактні вимикачі класифікуються: 
1. За принципом дії чутливого елемента — індуктивні, ємнісні, оптичні, ультразвукові, магнітні немеханічні.
2. За умов установки в конструкцію. Індуктивні і місткості ВБ випускаються утопленого або неутопленого виконання. Останнім необхідна наявність навкруги чутливого елемента зони, вільної від демпфуючого матеріалу.
3. За можливостями комутаційного елемента. ВБ розрізняються по комутаційній функції і по типу виходу (схемам підімкнення).
4. За особливостями конструктивного виконання. ВБ розрізняються за формою корпусу і за способом підключення.

## Основні визначення
Безконта́ктний вимика́ч — позиційний вимикач, що приводиться в дію зовнішнім об'єктом дії без механічного контакту вимикача з рухомим об'єктом.
Безконтактний індуктивний вимикач — безконтактний вимикач, що створює електромагнітне поле в зоні чутливості і напівпровідниковий комутаційний елемент, що має.
Безконтактний вимикач ємності — безконтактний вимикач, що створює електричне поле в зоні чутливості, що має напівпровідниковий комутаційний елемент.
Безконтактний оптичний вимикач — безконтактний вимикач, що знаходить об'єкти, що переривають або відображають видиме або невидиме оптичне випромінювання, і який має напівпровідниковий комутаційний елемент.
Немеханічний безконтактний магнітний вимикач — безконтактний вимикач, що знаходить наявність магнітного поля, напівпровідниковий комутаційний елемент, що має, і який не містить рухомих частин в чутливому елементі.
Терміни приведені згідно з ГОСТ Р 50030.5.2.